# Fire Emblem
Fire Emblem, w Japonii wydana jako Fire Emblem: Rekka no Ken (ファイアーエムブレム 烈火の剣) – taktyczna gra fabularna stworzona przez Intelligent Systems w 2003 roku. To siódma gra z serii Fire Emblem, ale pierwsza, która została wydana poza Japonią.

## Fabuła
Fabuła gry osadzona jest w świecie fantasy, z obecną magią i stworzeniami takimi, jak pegazy, a miejscem akcji jest kontynent Elibe. Akcja gry osadzona jest lata przed wydarzeniami z części 6. Eliwood; jeden z trójki głównych bohaterów gry, jest ojcem Roya z Fire Emblem: Fūin no Tsurugi. Drugim bohaterem jest posługujący się bojowym toporem Hektor, a trzecią jest Lyn – szlachcianka z Caelin, ona jest również główną bohaterką prologu/tutoriala gry. Głównym przeciwnikiem w grze jest Nergal, zły czarnoksiężnik, dążący do otwarcia Dragon's Gate.

## Rozgrywka
Tak jak reszta serii, gra jest połączeniem strategii i RPG, odbywającej się w turach.
Sama gra podzielona jest na kolejne bitwy. W grze jest wiele rodzajów jednostek, zarówno głównych, jak bohaterowie, jest dziewczyna dosiadająca pegaza, jak i zwykłych żołnierzy – dostępni są łucznicy atakujący z odległości, wojownicy, włócznicy, czy rycerze. W grze obecny jest system Trójkąta Broni (Weapon Triangle), bazujący na zasadach "kamień-papier-nożyce" – miecze biją topory, topory biją lance, lance biją miecze. Pojedynki między jednostkami pokazane są w specjalnym okienku, w którym przedstawione są animacje ataku.

## Odbiór gry
Gra spotkała się z pozytywnym przyjęciem przez krytyków, recenzent serwisu IGN przyznał jej 9,5 na 10 punktów, zaś recenzent strony internetowej Kotaku przyznał grze pierwsze miejsce wśród najlepszych gier w swojej serii. Recenzent Gry-Online docenił różnorodność taktyk stosowanych podczas walk i wystawił grze ocenę 9/10.